# بخش‌های دپارتمان اری‌اژ
بخش‌های دپارتمان اری‌اژ (انگلیسی: Arrondissements of the Ariège department) شامل ۳ بخش به شرح زیر است:
1. فوآ با ۱۱۹ کمون (فرانسه) و جمعیت ۵۱ هزار نفر در سال ۲۰۱۳ می‌باشد.
2. بخش پامیئر با ۹۱ کمون (فرانسه) و جمعیت ۷۳ هزار نفر در سال ۲۰۱۳ می‌باشد.
3. بخش سن-ژیرون با ۱۲۱ کمون (فرانسه) و جمعیت ۲۷ هزار نفر در سال ۲۰۱۳ می‌باشد.